# ام‌وی گورجیک (۱۹۳۲)
ام‌وی گورجیک (۱۹۳۲) (به انگلیسی: MV Georgic (1932)) یک کشتی بود که طول آن ۷۱۱ فوت (۲۱۷ متر) بود. این کشتی در سال ۱۹۳۱ ساخته شد.